# 波罗乡
波罗乡（藏語：སྤོ་），是中华人民共和国西藏自治区昌都市江达县下辖的一个乡镇级行政单位。

## 行政区划
波罗乡下辖以下地区：
古色村、冲桑村、外冲村、阿当村、热多村、俄彭村、宁巴村和波公村、苏巴村。